# Хохитва (Киевская область)
Хохи́тва (укр. Хохітва) — село, входит в Богуславский район Киевской области Украины.
Население по переписи 2001 года составляло 1193 человека. Почтовый индекс — 09740. Телефонный код — 4561. Занимает площадь 3,6 км². Код КОАТУУ — 3220687601.

## Местный совет
09740, Киевская обл., Богуславский р-н, с. Хохитва